# 대동방 위기
대동방 위기(Great Eastern Crisis)는 1875년에서 1878년 사이에 오스만 제국의 발칸 반도 행정 영토에서 여러 봉기와 전쟁이 발발하면서 시작되었으며, 이는 국제 열강의 개입으로 이어졌고 1878년 7월 베를린 조약으로 막을 내렸다.
이 전쟁은 관련된 민족들의 사회문화적 배경 차이로 인해 다양한 언어로 다르게 불린다. 세르보크로아트어와 튀르키예어에서는 각각 벨리카 이스토치나 크리자("대동방 위기")와 샤르크 부흐라니("동방 위기")로 불린다. 그러나 가끔 사용되는 튀르키예어 이름인 라마잔 카라르나메시("라마단 칙령")는 1875년 10월 30일에 선언된 국가부도를 역사서술에서 특별히 지칭하며, 93 하르비("93년 전쟁")는 러시아-튀르크 전쟁을 지칭한다(이슬람 루미력 1293년이 그레고리력 1877년에 해당한다).

## 배경

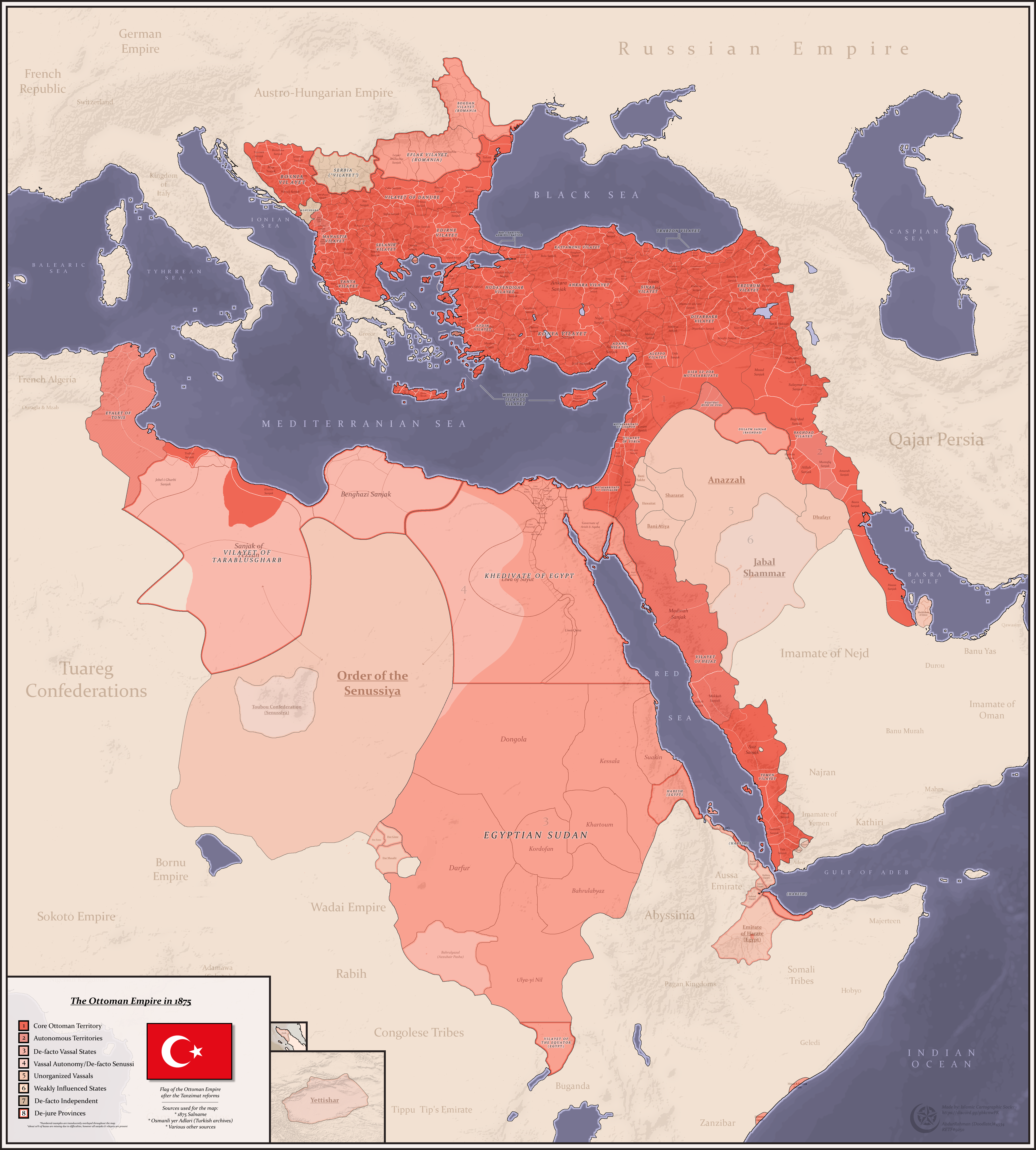
대동방 위기 직전 1875년 오스만 제국의 영토 확장

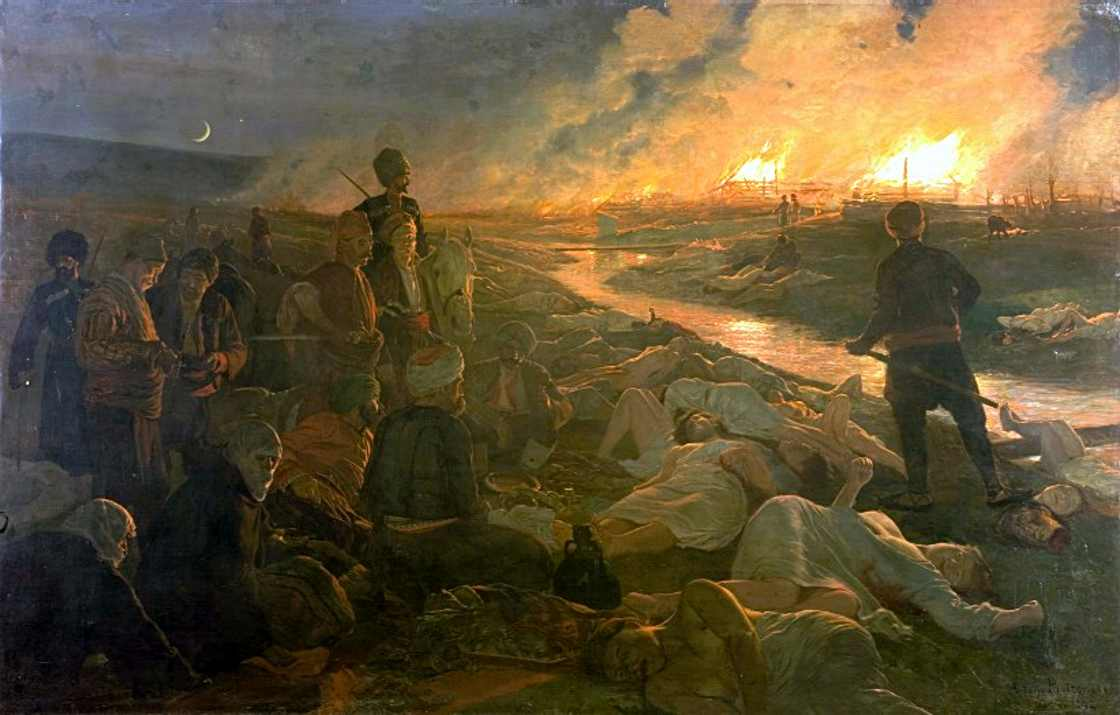
오스만 비정규군이 불가리아에서 저지른 바타크 학살 (1876년)

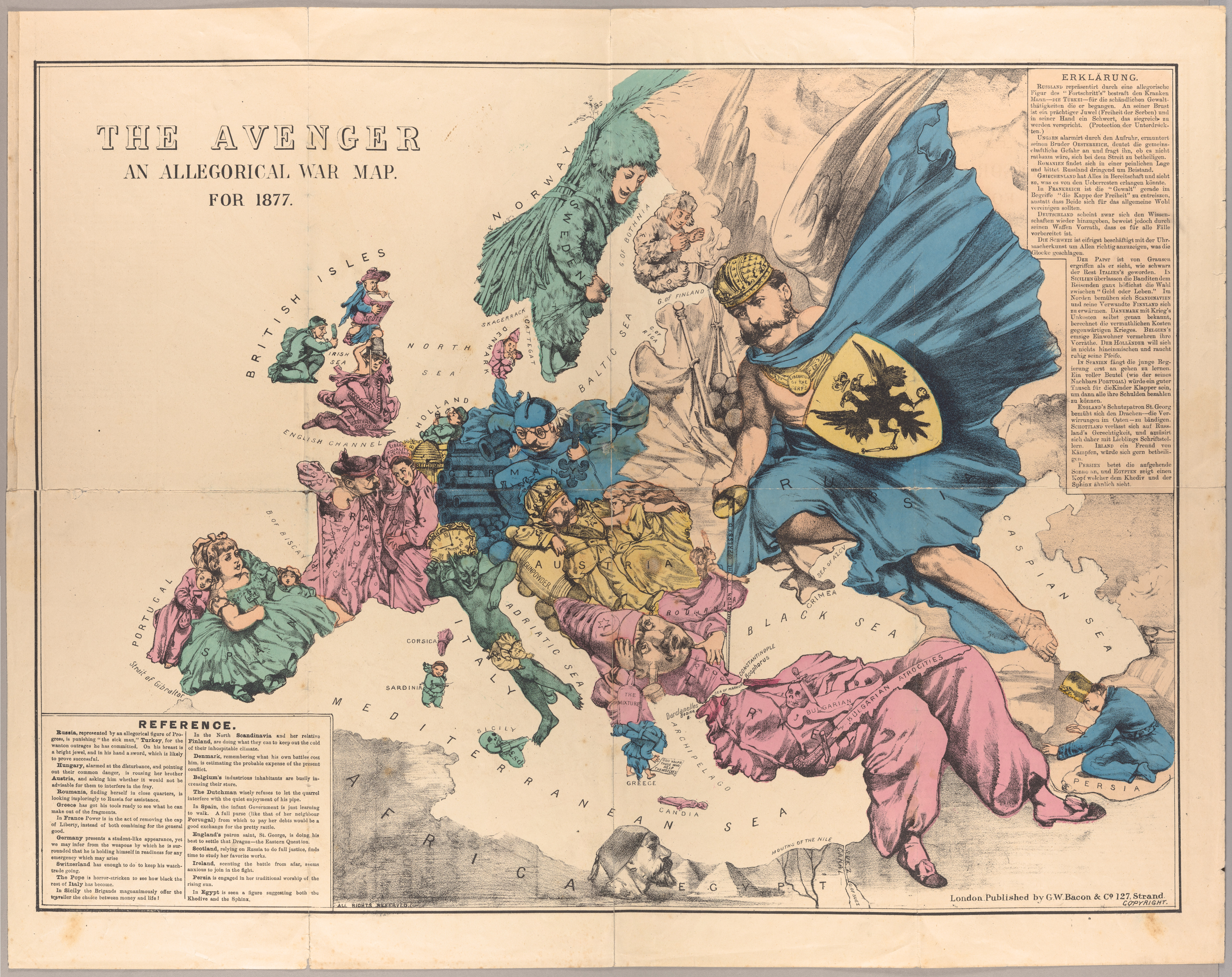
1877년 프레드 W. 로즈의 '복수자: 1877년 알레고리적 전쟁 지도': 이 지도는 대동방 위기와 이어진 러시아-튀르크 전쟁 (1877년~1878년)을 반영한다.

19세기 내내 발칸 반도에 대한 오스만 행정의 상태는 계속 악화되었고, 숭고한 포르테는 때때로 전역에 대한 통제력을 상실했다. 유럽 열강이 부과한 개혁은 기독교 인구의 상황을 개선하는 데 거의 도움이 되지 않았으며, 동시에 무슬림 인구의 상당 부분을 불만족시켰다. 오스만 보스니아 지방은 1850년 가장 최근의 봉기를 포함하여 최소 두 차례의 지역 무슬림 인구 반란을 겪었다. 오스트리아-헝가리 제국은 세기 전반의 혼란 이후 통합되었고 오스만 제국을 희생시키면서 오랜 팽창 정책을 재활성화하려 했다. 한편, 명목상 자치적이며 데 팍토 독립된 세르비아와 몬테네그로 공국도 동족들이 거주하는 지역으로 확장하려 했다. 민족주의와 민족통일주의 정서는 강했고, 러시아와 그 요원들에 의해 장려되었다.

### 오스만 경제 위기와 국가부도
1854년 8월 24일 크림 전쟁 동안, 오스만 제국은 최초의 외채를 얻었다. 제국은 이후 철도 및 전신 건설 자금 조달과 콘스탄티노폴리스의 해협에 새로운 궁전 건설과 같은 황실의 사치스러운 지출과 수입 간의 적자 해소를 위해 대출을 받았다. 일부 금융 전문가들은 이 대출 조건이 이를 용이하게 한 영국과 프랑스 은행(로스차일드가 소유)에 매우 유리했다고 지적하는 반면, 다른 이들은 이 조건이 제국 행정부가 지속적으로 부채를 재융자하려는 의지를 반영했다고 지적한다. 술탄 압뒬아지즈 (재위 1861–1876) 시대에는 오스만 해군을 위한 새로운 함선 건조에도 막대한 자금이 사용되었다. 1875년 오스만 해군은 21척의 전함과 173척의 다른 유형의 군함을 보유하고 있었는데, 이는 영국과 프랑스 해군 다음으로 세계에서 세 번째로 큰 해군 함대였다. 그러나 이러한 모든 지출은 오스만 재정에 엄청난 부담을 주었다. 한편, 1873년 아나톨리아의 심각한 가뭄과 1874년의 홍수는 제국의 심장부에 기근과 광범위한 불만을 야기했다. 농업 생산량 부족으로 인해 필요한 세금을 징수할 수 없었고, 이는 오스만 정부가 1875년 10월 30일 외채 상환에 대한 국가부도를 선언하고 발칸 반도를 포함한 모든 지방에서 세금을 인상하도록 강요했다.

### 발칸 반도의 봉기와 전쟁
오스만 제국의 외채 상환을 위해 세금을 인상하기로 한 결정은 발칸 지방에서 분노를 불러일으켰고, 이는 대동방 위기로 절정에 달했으며 궁극적으로 러시아-튀르크 전쟁 (1877년~78년)으로 이어져 제국의 발칸 영토에 있는 기독교 국가들에게 독립 또는 자치권을 부여했고, 이후 1878년 베를린 조약이 체결되었다. 그러나 이 전쟁은 이미 어려움을 겪고 있던 오스만 경제에 재앙적이었으며, 1881년 오스만 공채 관리국이 설립되어 오스만 국가 수입의 통제권을 외국 채권자들에게 넘겨주게 되었다. 이로 인해 유럽 채권자들은 채권자가 되었고, OPDA에 다양한 유형의 세금 및 관세 수입을 징수할 특별한 권한이 부여되었다.

## 여파
1878년 베를린 조약 이후, 오스트리아-헝가리는 오스만 보스니아 빌라예트와 오스만 노비파자르 산자크에 군사 주둔지를 설치했는데, 이 지역들은 형식적으로(데 유레)는 오스만 영토로 남아 있었다. 1908년 청년 튀르크당 혁명 중에 발생한 혼란을 이용하여, 불가리아는 1908년 10월 5일에 공식적인 독립을 선언했다. 다음 날인 1908년 10월 6일, 오스트리아-헝가리는 보스니아를 일방적으로 합병했지만, 오스만 정부와의 타협에 도달하고 전쟁을 피하기 위해 군대를 노비파자르에서 철수시켰다 (오스만 제국은 1912년~1913년의 발칸 전쟁으로 노비파자르 산자크를 잃었다).
1881년 프랑스는 튀니지 군대가 국경을 넘어 자신들의 알제리 식민지로 넘어왔다는 구실로 오스만 튀니스 베이국을 점령했는데, 이 식민지 또한 1830년까지는 과거 오스만 제국에 속해 있었다. 1년 후인 1882년, 대영 제국은 우라비 반란을 진압하기 위해 오스만 제국에 군사 지원을 제공한다는 명분으로 오스만 이집트 케디브국을 점령했다 (영국은 나중에 오스만 정부가 제1차 세계 대전에 동맹국 편으로 참전하기로 결정한 것에 대응하여 1914년 11월 5일 이집트를 영국 보호국으로 선포했다.) 오스만 정부가 영국과 프랑스 은행으로부터 대출을 받기 위한 담보로 이집트의 세입을 자주 선언했다는 점에 주목할 가치가 있다. 오스만 정부는 앞서 1878년 키프로스를 영국에 임대하여 같은 해 베를린 회의에서 영국의 지원을 받는 대가로 삼았다 (키프로스는 나중에 1914년 11월 5일 영국에 의해 병합되었는데, 이는 오스만 제국의 제1차 세계 대전 참전과 관련하여 위에서 언급된 동일한 이유 때문이었다.) 키프로스와 이집트를 확보함으로써 영국은 동지중해에서 중요한 거점을 얻고 수에즈 운하에 대한 통제권을 확보했으며, 프랑스는 튀니지를 프랑스 보호국으로 제국에 추가함으로써 북아프리카 서지중해 연안의 영토를 확장했다.
역사가 마로시 멜리하레크는 세르비아가 없었다면 대동방 위기가 완전히 해결될 수 없었을 것이라고 기술한다.

## 대동방 위기와 그 여파의 연대기

### 전조
- 프로이센-프랑스 전쟁 (1870년–1871년)
- 아나톨리아 기근 (1873년–1875년)
- 1873년 공황 (1873년–1877년/1879년)

### 위기
- 헤르체고비나 봉기 (1875년~1877년)
- 스타라자고라 봉기 (1875년)
- 4월 봉기 (1876년)
- 테살로니키 사건 (1876년)
- 라즐로프치 봉기 (1876년)
- 1876년 오스만 쿠데타
- 세르비아-오스만 전쟁 (1876년~1878년)
- 몬테네그로-오스만 전쟁 (1876년~1878년)
- 체르케스 하산 사건
- 콘스탄티노폴리스 회의 (1876년~1877년)
- 제1차 입헌 시대 (1876년~1878년)
- 러시아-튀르크 전쟁 (1877년~1878년)
  - 루마니아 독립 전쟁
  - 주불가리아 임시 러시아 행정부
  - 산스테파노 조약 (1878년)
- 알바니아인 추방 (1877년~1878년)
- 베를린 회의 (1878년)
- 쿠마노보 봉기 (1878년)
- 1878년 그리스 마케도니아 반란
- 1878년 에피루스 봉기
- 크레타 반란 (1878년)
- 1878년 보스니아 헤르체고비나의 오스트리아-헝가리 군사 작전
- 크레스나-라즐로크 봉기 (1878년)

### 조약
- 라이히슈타트 협정 (1876년)
- 1877년 부다페스트 협약
- 산스테파노 조약 (1878년)
- 키프로스 협약 (1878년)
- 베를린 조약 (1878년)

### 여파
- 아르메니아 문제
- 프리즈렌 동맹 (1878년–1881년)
  - 플라브와 구신예 전투 (1879년–1880년)
- 할레파 협정 (1878년)
- 독오 동맹 (1879년)
- 우라비 반란 (1879년–1882년)
- 1879년-1881년 아나톨리아 기근
- 브르샤크 반란 (1880년–1881년)
- 프랑스의 튀니지 정복 (1881년)
- 1881년 오스트리아-세르비아 동맹
- 1881년 콘스탄티노폴리스 협약
- 오스만 공채 관리국 (1881년–1944년)
- 일디즈 재판 (1881년)
- 헤르체고비나 봉기 (1882년)
- 영국의 이집트 점령 (1882년)
- 오스트리아-헝가리-독일-루마니아 동맹 (1883년)
- 티모크 반란 (1883년)
- 불가리아 위기 (1885년~1888년)

## 추가 문헌
- 《Unprinted documents: Russo-British relations during the Eastern Crisis (VIII. The eve of the armistice)》. 《The Slavonic and East European Review》 25. November 1946.
- 《Unprinted documents: Russo-British relations during the Eastern Crisis (VIII. On the edge of war)》. 《The Slavonic and East European Review》 25. April 1947.
- Anderson, M.S. The Eastern Question, 1774–1923: A Study in International Relations (1966) online 보관됨 2020-06-19 - 웨이백 머신
- Branković, Slobodan (1998). 《Great eastern crisis and Serbia, 1875-1878》. Svetska srpska zajednica, Institut srpskog naroda.
- Goldfrank, David M. (2003). 〈Berlin, Congress of〉.   Millar, James R. 《Encyclopedia of Russian History》. Macmillan Reference USA. ISBN 978-0028656939.
- Király, Béla K.; Rothenberg, Gunther Erich (1985). 《War and Society in East Central Europe: Insurrections wars and the eastern crisis in the 1870s》. Brooklyn College Press. ISBN 978-0-88033-090-9.
- Langer, William L. European Alliances and Alignments: 1871-1890 (1950) pp 151–70. Online
- Millman, Richard (1979). 《Britain and the Eastern question, 1875–1878》. Clarendon Press. ISBN 978-0-19-822379-5.
- Medlicott, W. N. (1963). 《The Congress of Berlin and After: A Diplomatic History of the Near East Settlement, 1878–1880》 Seco판. London: Frank Cass., 여파에 중점.
- Munro, Henry F. The Berlin congress (1918) online free, 텍스트 41페이지, 문서 600페이지
- Taylor, A. J. P. (1954). 《The struggle for mastery in Europe: 1848–1918》. Oxford University Press.
- Yavuz, M. Hakan; Sluglett, Peter, 편집. (2012). 《War and Diplomacy: The Russo-Turkish War of 1877–1878 and the Treaty of Berlin》. University of Utah Press. ISBN 978-1-60781-150-3.